# Nicolae Păsnicuțu
Nicolae Păsnicuțu (n. 17 noiembrie 1926, Pașcani, jud. Iași) a fost un cunoscut cobzar și lăutar virtuoz din România.

## Biografie
S-a născut la 17 noiembrie 1925 în Pașcani. jud. Iași. 

### Copilăria
A copilărit și a învățat în localitatea Dolhasca, jud. Suceava, unde a fost înfiat de o familie de lăutari. La vârsta de 9 ani cânta deja la nunți alături de tatăl său Costache Păsnicuțu de la care a învățat să mânuiască cobza și vioara.

### Cariera artistică
Trăind printre muzicanții din Dolhasca-Gulia, a cântat în taraful comunei condus de profesorul Alexandru Arșinel (directorul școlii), unchiul apreciatului actor cu același nume, care l-a încurajat și i-a îndrumat pașii spre muzică. 
A participat la diverse festivaluri și concursuri regionale, obținând numeroase premii. A fost angajat la Orchestra de Muzică Populară a Ansamblului „Ciprian Porumbescu” din Suceava de unde a ieșit la pensie. Unul dintre cei trei fii ai săi, Petrică Păsnicuțu, cântă la clarinet și saxofon.

### Stilul de interpretare
Melodiile lui Păsnicuțu sunt diferite ca stil de cele din Muntenia-Oltenia. Stilul moldovenesc de cobză, implicând lovirea a câte 4 corzi odată, spre deosebire de stilul din Valahia unde este ciupită fiecare grupă de câte două corzi, oferind un ritm viguros. 
Stilul de solistică al lui Păsnicuțu deși mult mai „alergat” decât în sudul României, păstrează aceeași frumusețe, oferind însă rezonanțe diferite alături de trompetă, caval, fluier și alte instrumente particulare ale Moldovei de Nord..

## Discografie
- EDC 1006: Comori ale muzicii lăutărești. Mari cobzari - Să-mi cânți cobzar bătrân (CD Electrecord, 2011)